# Clan Campbell
Pour les articles homonymes, voir Clan Campbell (whisky) et Campbell.
Le clan Campbell est l'un des plus grands et des plus puissants clans écossais historiques des Highlands écossais.

## Histoire

### Les origines du clan
Les origines des Campbell sont incertaines. Le premier Campbell attesté est Gilleasbaig de Menstrie, vers les années 1260, père de Cailean Mór, en qui les chefs du clan ont voulu reconnaître leur ancêtre, tirant de son nom leur titre (MacCailean Mór). Le surnom Kambel apparaît à cette époque. Des réélaborations fantaisistes font dériver le nom du clan du français de Campo Bello, mais la source probable est Caimbeul, un surnom venant de l'irlandais classique ou du gaélique et signifiant « bouche désabusée », « bouche courbe » ou « bouche tordue ». Le conflit sur le nom renvoie à un désaccord plus large sur les origines du clan, entre ceux qui privilégient une origine celtique, en Grande-Bretagne, et ceux qui défendent une ascendance irlandaise.
Le nom devient bien établi à Argyll à la fin du XIIIe siècle, désignant les proches du comte de Lennox, des Campbell détenant des terres à Kintyre ; le célèbre guerrier Cailean Mór (Grand Colin) est anobli en 1280 et établi à Loch Awe. Les frères aînés de Cailean Mór s'établissent, quant à eux, à Strachur, formant la branche la plus ancienne du Clan Campbell, les Campbell de Strachur.
Entre 1200 et 1500, les Campbell deviennent l'une des familles les plus puissantes de l'Écosse gaélique, dominant Argyll et exerçant une influence plus large et une autorité sur les Hébrides et les Highlands occidentaux.

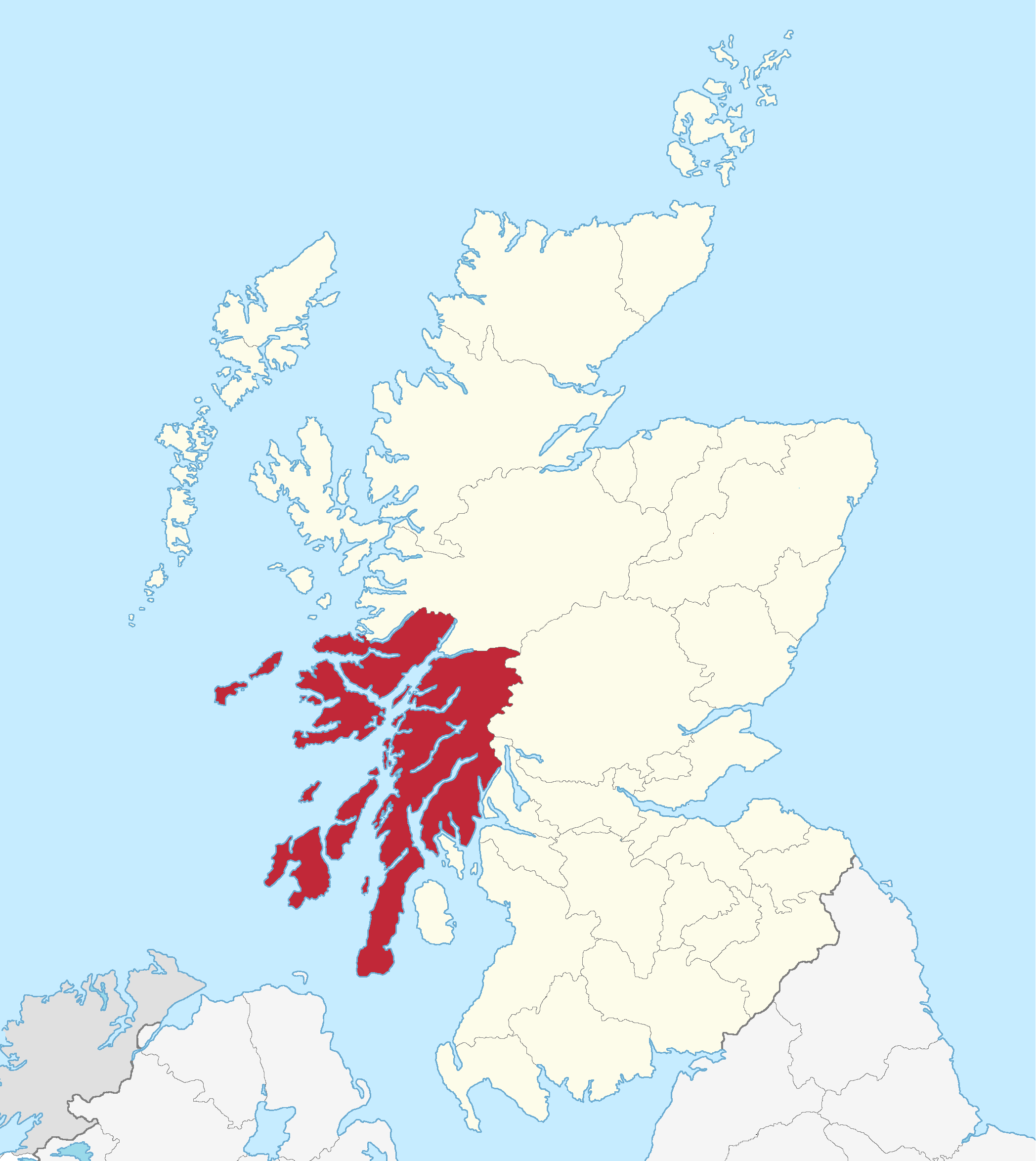
Écosse et la région d'Argyll

### Les guerres de l'indépendance de l'Écosse
Durant les guerres d'indépendance de l'Écosse, la famille de Colin Campbell comptait parmi les principaux partisans du roi Robert Bruce et a profité de ses succès pour obtenir de nouvelles terres et de nouveaux titres, ainsi que pour faire de bons mariages. Afraig ou Africa de Carrick, mère de Cailean Mór, était peut-être cousine germaine de Marjorie, comtesse de Carrick, mère du roi Robert Bruce, en tout cas Afraig était de la famille des comtes gaéliques de Carrick, donc Cailean était cousin de Robert Bruce. Les Campbell ont combattu auprès de Bruce, contre les Anglais, à la bataille de Halidon Hill, en 1333. Cailean Mór fut tué lors d'une bataille contre le clan MacDougall, ennemi des Bruce et des Stuart. Au cours du XIVe siècle, le Clan Campbell a connu une expansion importante, qui s'explique par la loyauté de Sir Niall Campbell (Niall mac Caile), mort en 1315, envers la cause de Robert Bruce.

### LeXVesiècleet les relations royales
Les descendants de Sir Duncan Campbell, 1er lord Campbell (Donnchadh), et de son épouse Lady Marjorie Stewart feraient partie des  descendants de Robert Bruce et de Robert II Stuart, rois d'Écosse. Lady Marjorie Stewart, née en 1390, était la fille de Robert Stuart (duc d'Albany), fils du roi Robert II, et d'Harriette Keith. Cela ferait de tous les descendants de Sir Dunchan Campbell et de Lady Marjorie Stewart les descendants de Robert Bruce et de la plupart des premiers rois d'Écosse.
Le premier Lord Campbell a été créé en 1445. C'est au XVe siècle que les Campbell ont commencé à jouer un rôle de plus en plus important. Le règne personnel de Jacques Ier voit le roi mener une grande offensive politique contre les Stewart d'Albany et leurs alliés de l'ouest. Toutefois, Duncan Campbell échappe au sort de ses parents d'Albany, qui sont tous exécutés ou exilés.
Colin Campbell (1er comte d'Argyll) (Cailean) est anobli et fait comte d'Argyll en 1457, avant de devenir baron de Lorn et de recevoir de nouvelles terres à Knapdale, signe que les Argyll sont l'une des principales puissances d'Écosse. En 1493, après la trahison de MacDonald, Lord des Îles, les lords Campbell peuvent se considérer comme les successeurs naturels du clan Donald à la tête des Gaéliques des Hébrides et des Highlands occidentaux. Le territoire dépendant des Campbell devient ainsi l'un des bastions les plus importants de la langue et de la culture gaélique à la fin du Moyen Âge en Écosse.

### LeXVIesiècleet les conflits entre les clans
Durant les guerres d'indépendance de l'Écosse du XVIe siècle, le clan Campbell, emmené par Archibald Campbell (2e comte d'Argyll), combattit aux côtés du roi Jacques IV d'Écosse contre l'armée anglaise à la bataille de Flodden Field en 1513. Un grand nombre de comtes d'Écosse participèrent à cette bataille, qui est parfois connue comme la « charge des comtes » d'Argyll.
Plus tard, durant les guerres anglo-écossaises, le clan Campbell fut parmi les forces écossaises qui ont combattu les Anglais à la bataille de Pinkie Cleugh le 10 septembre 1547. En raison du grand nombre d'Écossais morts à cette bataille, le 10 septembre est connu aujourd'hui en Écosse sous le nom de samedi noir.
En 1568, le chef du clan Campbell, Archibald Campbell (5e comte d'Argyll), dirige les partisans de la reine Marie Stuart à la bataille de Langside contre les forces du régent James Stuart de Moray, emmenées par William Kirkcaldy de Grange.
En 1567, un conflit surgit entre le clan Campbell et le clan MacArthur. Duncan MacArthur et son fils, de la famille de Loch Awe MacArthur, devinrent les victimes de leur propre succès quand la jalousie, éveillée par leur puissance, poussa leurs voisins à les noyer dans le Loch Awe, lors d'une escarmouche avec le clan Campbell. Dans les archives du château d'Iveraray, une charte datée de 1567 confirme qu'on a accordé le pardon aux Campbell d'Inverawe pour « la noyade du clan MacArthur ». On peut croire que les MacArthur, en tentant de se défendre, ont été acculés dans le Loch. Des siècles plus tard, dans les années 1970, une vieille épée a été retrouvée sur le rivage du Loch.
À la Bataille de Glenlivet (en), en 1594, les forces du clan Campbell, du clan Stewart d'Atholl, du clan Forbes, du clan Maclean et de la Confédération de Chattan du clan MacKintosh, emmenées par le comte d'Argyll se sont battues contre le comte de Huntly, soutenues par le clan Gordon, le clan Comyn et le clan Cameron.

### LeXVIIesiècleet les guerres civiles
Durant la guerre civile, le clan Campbell combattit dans les rangs des Covenantaires. En 1644, le Clan Irvine, qui était un partisan dévoué de la cause royaliste, se trouva cerné par des clans covenantaires. Les Irvine furent chassés par le clan Campbell du château de Drum le 2 mai 1644. Une chaise aux armes de Drum, conservée au Scottish Museum d'Édimbourg, est censée avoir été prise au château de Drum par les Campbell en 1644 ou en 1640, quand un raid fut effectué par le général Robert Monro.
À la bataille d'Inverlochy, en 1645, les forces des Covenantaires écossais du clan Campbell, emmenées par Archibald Campbell (1er marquis d'Argyll) furent défaites par les forces Royalistes de James Graham (1er marquis de Montrose), composées principalement du clan Donald, du clan Maclean et d'autres alliés des MacDonald venus d'Irlande, bien qu'inférieures en nombre avec 1 500 hommes contre 3 000. Après la bataille, le marquis de Montrose mit le siège devant le château des Campbell mais fut incapable de vaincre la résistance de ses défenseurs et ne put s'emparer de la forteresse.
En 1645, le clan Campbell, voisin du clan Lamont, avait sérieusement empiété sur les terres des Lamont. Après la bataille de Inverlochy, le clan Lamont en profita pour reprendre aux Campbell les terres perdues. Toutefois, l'année suivante, la puissante armée du clan Campbell envahit le territoire du clan Lamont, s'emparant des châteaux de Toward et d'Ascog. Sir James Lamont se rendit après avoir accepté des conditions acceptables pour son clan. Toutefois, les Campbell abattirent plus de 200 hommes, femmes et enfants des Lamont. Ailleurs, on raconte que 35 corps furent pendus aux branches d'un arbre et que 36 autres hommes furent enterrés vivants. Les deux châteaux des Lamont furent détruits, et Sir James Lamont fut enfermé dans un donjon pendant 5 ans. Ces événements sont restés dans la mémoire sous le nom de « massacre de Dunoon ».
En 1647 le château de Duart, appartenant au clan Maclean, fut attaqué et assiégé par les troupes gouvernementales du clan Campbell, emmenées par Stuart A. Campbell, mais elles furent battues et chassées par les troupes royalistes du clan Maclean.
En 1648, les forces d'Archibald Campbell (1er marquis d'Argyll) furent défaites à la bataille de Stirling par les forces de Sir George Munro, partisan du comte de Lanerick. Argyll perdit 200 hommes tués et 400 blessés ou capturés. Parmi les morts d'Argyll se trouvaient William Campbell de Glenfalloch et Sir Collin Campbell de Ardkinglas, tués dans l'action,.
En 1678, la bataille d'Altimarlech opposa le clan Campbell au clan Sinclair. La légende veut qu'il y ait eu tant de tués parmi les Sinclair que les Campbell pouvaient traverser la rivière sans se mouiller les pieds. Toutefois, comme les Sinclair bénéficiaient de soutiens en haut lieu, ils retrouvèrent leur titre de comte, sur décision du Parlement, juste quelques années plus tard, en 1681,.
En 1678, Archibald Campbell (9e comte d'Argyll), fils du marquis d'Argyll, envahit les terres du clan Maclean sur l'île de Mull et les garnisons du Château Duart. Plus tard, en 1691, ce château fut abandonné par le clan MacLean au chef du clan Campbell, Archibald Campbell (1er duc d'Argyll).
En 1692, 78 hommes désarmés du clan MacDonald furent tués dans le « massacre de Glencoe », à l'occasion d'une opération décidée par le gouvernement pour éliminer le Jacobitisme et confiée au clan Campbell, qu'une vieille inimitié opposait au clan MacDonald. Le massacre des MacDonald aux mains des soldats, dirigé par le capitaine Robert Campbell de Glenlyon, après avoir joui de leur hospitalité pendant plus d'une semaine, était un grave affront à la loi écossaise et aux traditions des Highlands.

### LeXVIIIesiècleet les révoltes jacobites
La rébellion jacobite de 1715-1719
Le 23 octobre 1715, John Campbell (2e duc d'Argyll), ayant appris qu'un détachement de jacobites était passé par le château Campbell, vers Dunfermline, envoya un corps de cavalerie, qui le rejoignit et le défit, faisant un grand nombre de prisonniers, ne comptant, pour sa part, qu'un dragon blessé à la joue et un cheval légèrement mal. Un mois plus tard, les forces hanovriennes du Clan Campbell rencontrèrent et défirent les Jacobites à la bataille de Sheriffmuir. Toutefois, un petit nombre de Campbell avait pris le parti des Jacobites, emmenés par le fils de Campbell de Glenlyon, dont le père avait commandé les troupes gouvernementales lors du massacre de Glencoe, vingt-deux ans plus tôt. Les deux jeunes hommes[Qui ?] « enterrèrent la hache de guerre » et jurèrent d'être des frères d'armes, combattant côte à côte à Sheriffmuir. Cependant, les forces hanovriennes, emmenées par les Campbell d'Argyll battirent les Jacobites.
Les Black Watch
En 1725, six compagnies indépendantes de Black Watch furent formées. Trois venaient du clan Campbell, une du clan Fraser, une du clan Munro et une du clan Grant. Ces compagnies se firent connaître sous le nom de Reicudan Dhu, ou Black Watch. Profitant de la nature partisane et des instincts de guerrier des highlanders, ces hommes furent autorisés à porter le kilt et à porter des armes, ce qui facilitait le recrutement. Le régiment portait officiellement le nom de 42e régiment à pied.
La rébellion jacobite de 1745-1746
Durant la seconde révolte jacobite de 1745-1746, le clan Campbell continua à soutenir le gouvernement hanovrien. Ils participèrent à la bataille de Falkirk, qui vit la victoire des Jacobites. Toutefois, peu après, le Clan Campbell se distingua durant le siège de Fort William. Les Jacobites ne purent l'emporter sur les défenseurs Campbell, qui avaient été bien approvisionnés. Les défenseurs tentèrent même une sortie, au cours de laquelle ils battirent les assiégeants et s'emparèrent de leurs canons.
Peu après, des hommes du clan Campbell formèrent le régiment des Highlanders de Loudon, qui contribua à la victoire des Hanovriens à la bataille de Culloden, en 1746.

## Les châteaux des Campbell

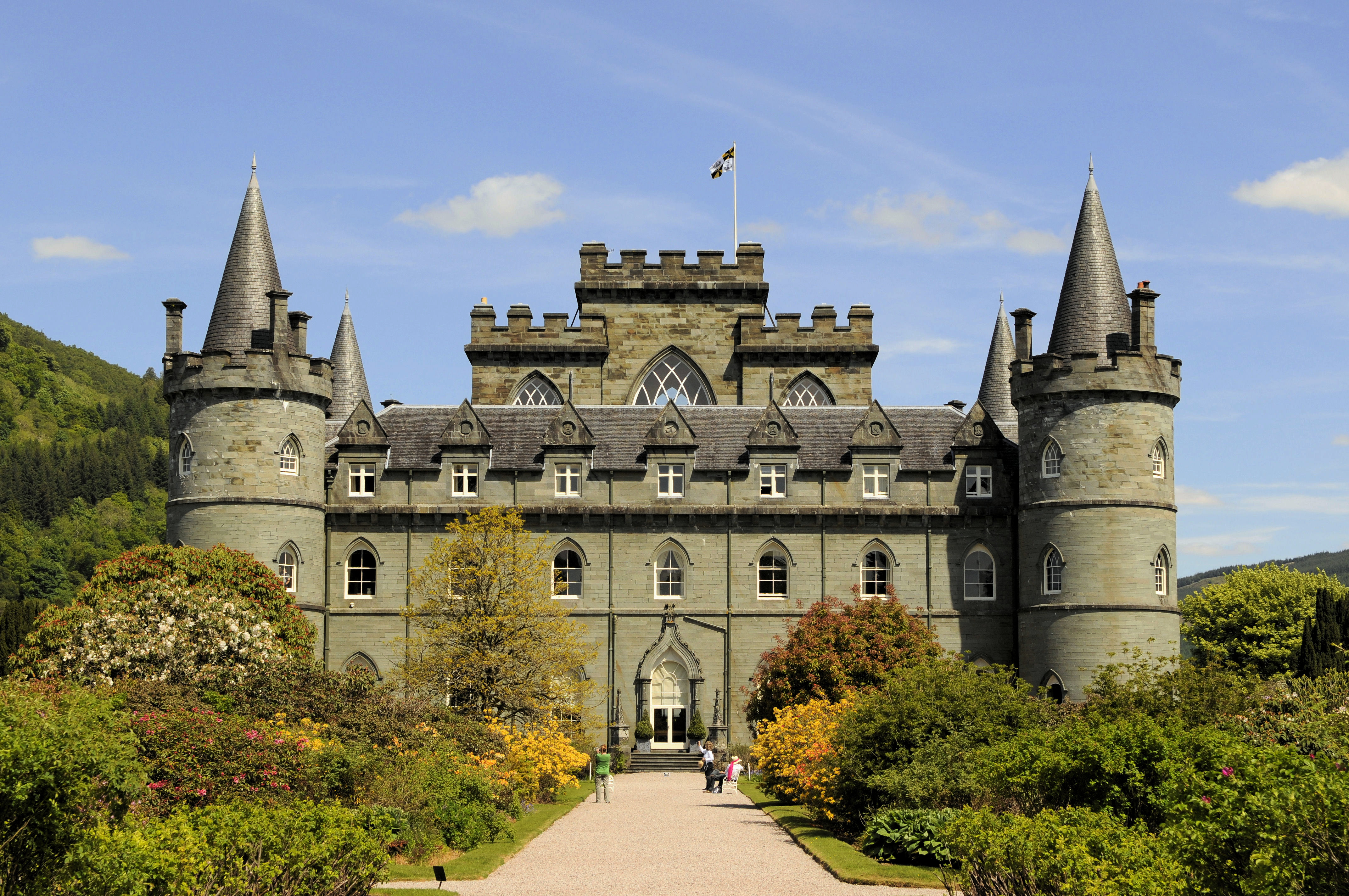
Le château d'Inveraray, siège du clan Campbell.

- Le château Campbell, ou château Gloom, près de Dollar, fut le siège du clan Campbell jusqu'en 1654, date à laquelle il a été installé au château d'Inveraray. Le château appartenait à l'origine aux Stewart, mais il est passé à Colin Campbell, 1er comte d'Argyll et chancelier d'Écosse, à l'occasion de son mariage. Son nom de « château Campbell » lui a été donné en 1489 par décision du Parlement d'Écosse. Le Marquis de Montrose a tenté de s'emparer du château en 1645, en vain. La Rangée de Couloir a été construit en 1500 et aurait à l'origine fourni la réception additionnelle de logement et de public. La maison-tour a été construite vers la fin du XVe siècle et porta le nom de « Château Gloom » jusqu'en 1489, quand il fut débaptisé par le Parlement. La chance des Campbell tourna au moment de choisir entre le Roi et Cromwell, lors de la guerre civile. D'abord partisan du roi, le 8e comte d'Argyll fit allégeance à Cromwell, dont les forces occupèrent le château en 1653. Seule une partie du château fut reconstruite après l'incendie de 1654, provoquée par des Écossais hostiles à l'alliance des Campbell avec Cromwell, et il cessa d'être un lieu de résidence. Sept ans plus tard, le 8e comte d'Argyll fut exécuté pour trahison envers le Roi.
- Le château d'Inveraray, à Argyll, est le siège actuel du clan Campbell après l'abandon du château Campbell, pendant la guerre civile, au XVIIe siècle. Les Campbell possèdent d'autres terres dans le comté d'Angus, dans le comté d'Ayrshire (Loudoun), dans le Clackmannanshire (Argyll), dans le Nairnshire (Cawdor), dans le Perthshire et à Seahouses (dans le Northumberland).
- Le château Edinample a été bâti à la fin du XVIe siècle.
- Le Château de Carnasserie appartient au Clan Campbell depuis le XVIe siècle.
- Le château de Kilchurn est également une possession des Campbell.
- Le château Saddell appartient aux Campbell depuis le XVIIe siècle.
- Le château Finlarig a été bâti par les Campbell de Breadalbane au XVIIe siècle.
- Le château Taymouth a été bâti par les Campbell de Breadalbane au XIXe siècle.

## Tartans

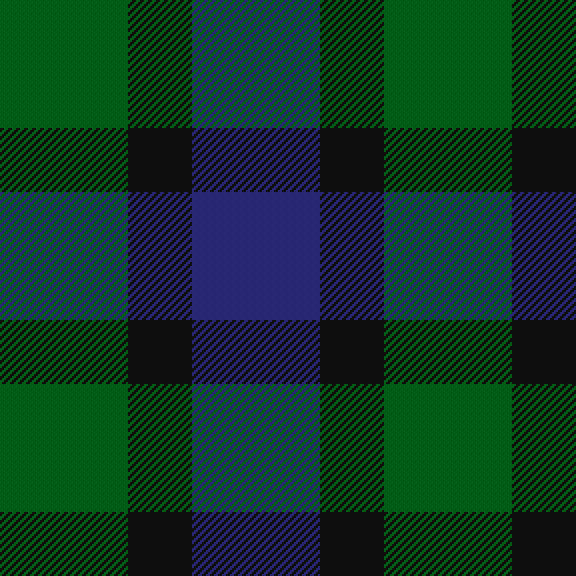
Base Campbell : Deux bandes vertes et bleues séparées par une demi-bande noire.

Tous les tartans Campbell sont similaires au tartan des Black Watch, comme les tartans de nombreux autres clans. Leur base commune est de deux bandes vertes et bleues séparées par une demi-bande noire. Les tartans se différencient ensuite par les filets insérés sur ces bandes principales.
Le clan Campbell a plusieurs tartans reconnus :
|  | Campbell. Plus communément connu sous le nom de tartan des Black Watch, ou Government Sett. Les Black Watch, apparus pour la première fois en 1725, forment le premier régiment des Highlands de l'armée britannique. Le tartan était utilisé, et est encore utilisé, par plusieurs unités militaires du Commonwealth. Notez la fausse symétrie du motif, les filets noirs sur fond bleu sont alternativement d'une paire et de deux paires. Les bandes vertes sont chargées d'un simple filet noir. |
|  | Campbell de Breadalbane. Ce tartan est porté par les Campbell de Breadalbane, ou les branches de Glenorchy. Les bandes bleues sont chargées d'un filet noir ; les bandes vertes d'un filet jaune. |
|  | Campbell de Cawdor. Ce tartan est porté par les membres de la branche des Campbell de Cawdor. Les bandes bleues sont chargées d'un filet rouge bordé de noir, les bandes vertes d'un filet blanc bordé de noir. |
|  | Campbell de Loudoun. Ce tartan est porté par les membres de la branche des Campbell de Loudoun. Notez la fausse symétrie du motif, les filets centraux des bandes vertes sont alternativement blancs et jaunes. Les bandes bleues sont chargées d'un double filet noir. |

## Le chef
Le titre gaélique du chef est « MacCailein Mor », qui signifie « fils de Colin Mor Campbell » (« Colin le Grand »).
Le chef actuel du clan est Torquhil Ian Campbell, 13e duc d'Argyll.

## Les branches du clan
- Campbell d'Argyll
- Campbell de Breadalbane

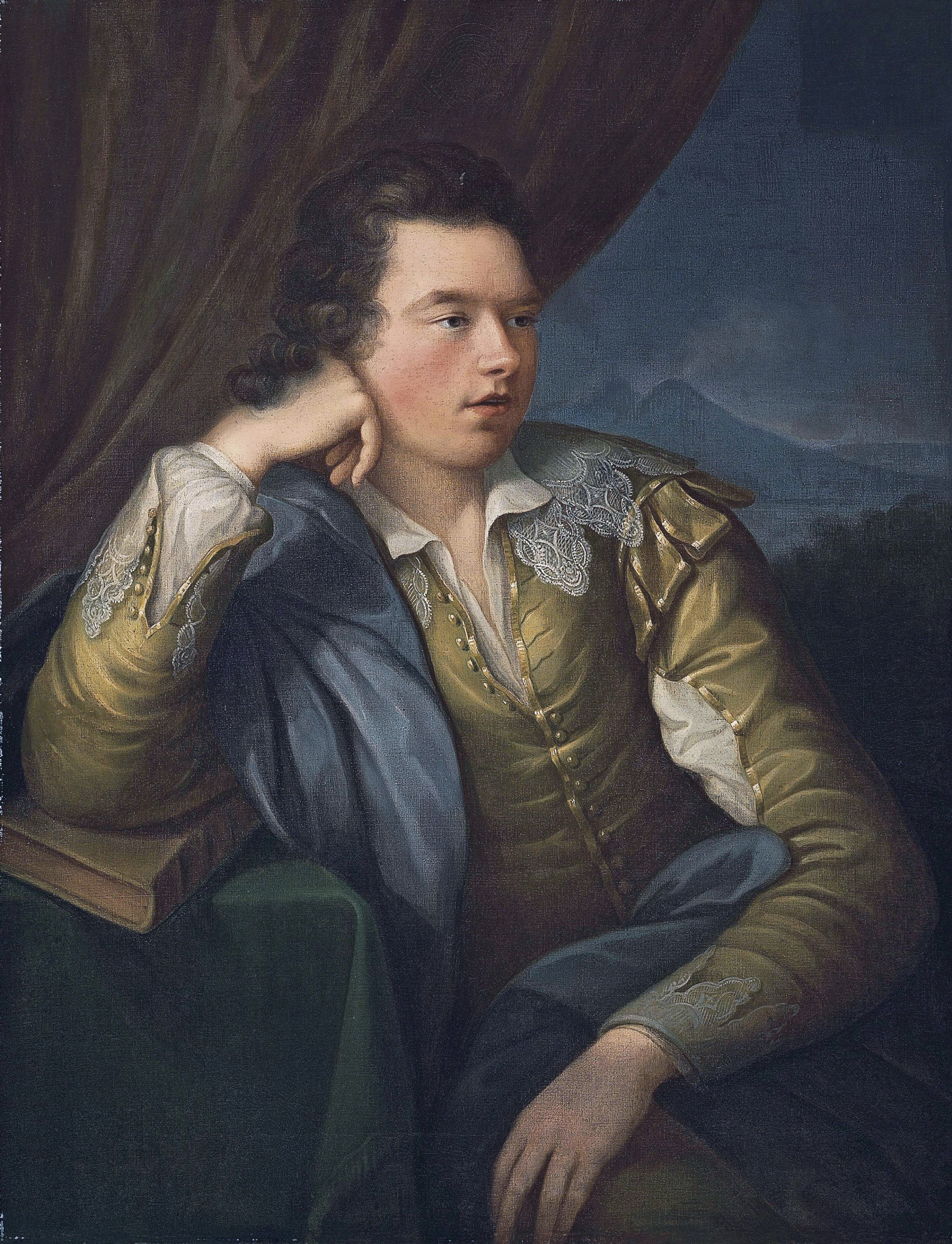
John Campbell
4e comte et 1er marquis de Breadalbane (1762-1834)
Angelica Kauffmann, v. 1760
Collection privée

- Campbell de Craignish (branche non officielle)
- Campbell de Loudoun
- Campbell de Cawdor
- Campbell de Strachur (branche non officielle)

## Les septs du clan Campbell[19]
- Arthur, MacArtair, MacArthur, MacCarter.
- Bannatyne.
- Burnes, Burness, Burnett, Burns.
- Caddell, Cadell, Calder, Cattell.
- Connochie, Conochie, MacConachie, MacConchie, MacConnechy, MacConochie.
- Denoon, Denune.
- Gibbon, Gibson, MacGibbon, MacGubbin.
- Harres, Harris, Hawes, Haws, Hawson.
- Hastings.
- Isaac, Isaacs, Kissack, Kissock, MacIsaac, MacKessack, MacKessock, MacKissock.
- Iverson, Macever, Macgure, MacIver, MacIvor, Macure, Orr, Ure.
- Kellar, Keller, Maceller, MacKellar.
- Lorne.
- Louden, Loudon, Loudoun, Lowden, Lowdon.
- MacColm, MacColmbe, MacLaws, MacLehose, MacTause, MacTavish, MacThomas, Taweson, Tawesson, Thomas, Thomason, Thompson, Thomson.
- MacDermid, MacDermott, MacDiarmid.
- MacElvie, MacKelvie.
- MacGlasrich.
- MacKerlie.
- MacNichol.
- MacNocaird.
- MacOran.
- Macowen.
- MacPhedran, MacPhederain, Paterson[20].
- MacPhun.
- Moore, Muir.
- Ochiltree.
- Pinkerton.
- Torrie, Torry.